# الرایس
الرایس (به عربی: الرایس) یک منطقهٔ مسکونی در عربستان سعودی است که در استان مدینه واقع شده‌است.